# Casearia engleri
Casearia engleri Gilg – gatunek rośliny z rodziny wierzbowatych (Salicaceae Mirb.). Występuje naturalnie w Tanzanii. 

## Morfologia
PokrójZrzucające liście drzewo dorastające do 20 m wysokości.
LiścieBlaszka liściowa jest nieco skórzasta i ma kształt od jajowatego do podługowatego. Mierzy 6–11 cm długości oraz 3,5–5 cm szerokości, jest karbowana na brzegu, ma zaokrągloną nasadę i prawie spiczasty wierzchołek. Ogonek liściowy jest nagi i dorasta do 5–15 mm długości.
KwiatySą zebrane w pęczki, rozwijają się w kątach pędów. Mają 5 działek kielicha o owalnym kształcie i dorastających do 3 mm długości.
OwoceMają jajowaty kształt i osiągają 2,5–3 cm średnicy.

## Biologia i ekologia
Rośnie w lasach, na wysokości od 1300 do 2100 m n.p.m.